# Jaakko Hintikka
Jaakko Hintikka (Vantaa, 12 febrer de 1929 – Porvoo, 12 agost de 2015) fou un epistemològic, filòsof de la ciència i lògic finlandès.
El seu treball se centrà en la lògica del diàleg o la semàntica del joc, la lògica epistèmica, la semàntica i la filosofia de Ludwig Wittgenstein. Va participar, amb Saul Kripke i Stig Kang, en l'elaboració de la semàntica de la teoria del món possible, utilitzada a la lògica modal.
Va treballar principalment en la semàntica del joc, en el independence-friendly logic, coneguda pels seus «quantificadors de bifurcació» que creia més afins amb les nostres intuïcions sobre quantificadors que la lògica de primer ordre convencional. Va realitzar importants treballs d'exegeta sobre Aristòtil, Kant, Charles Peirce i Wittgenstein. Se'l considera una continuació de la tendència analítica angloamericana a la filosofia fundada per Frege i Bertrand Russell, continuada per Carnap, Willard Van Orman Quine, i el seu company finlandès Georg Henrik von Wright.
Fou membre de l'Acadèmia Noruega de Ciències i Lletres, la Det Norske Videnskaps-Akademi.

## Obra
Es poden citar els següents llibres, d'entre molts d'altres:
- The Philosophy of Mathematics
- The Principles of Mathematics Revisited
- Paradigms for Language Theory and Other Essays
- Lingua Universalis vs Calculus Ratiocinator
- Inquiry as Inquiry: A Logic of Scientific Discovery
- Language, Truth and Logic in Mathematics
- Socratic Epistemology: Explorations of Knowledge-Seeking by Questioning